# Еловиков, Илья Владимирович
Илья Владимирович Еловиков (9 ноября, 1987, Омск, СССР) — российский хоккеист, нападающий.

## Биография
Сын хоккеиста Владимира Еловикова. Начинал играть в командах низших лиг России и Казахстана ЦСК ВВС-2 Самара (2004/05) и «Шахтёр» Прокопьевск и «Казахмыс-2» (2005/06). После сезона 2006/07, проведённого в команде чемпионата Казахстана «Енбек», играл в чемпионате Украины за клубы «АТЭК» (2007/08, 2008/09), «Сокол-2» Киев (2007/08), «Компаньон» Киев (2010/11), «Подол» Киев (2010/11), «Львы» Львов (2011/12), «Гайдамаки» Винница (2011/12), «Дженералз» Киев (2013/14 — 2014/15, 2016/17), «Рапид» Киев (2015/16), «Витязь» Харьков (2016/17). Выступал за российские ХК «Ачинск» (2009/10), «Янтарь» Северск (2010/11).
Один из создателей и тренер ДЮСШ «АТЭК», ДЮСШ «Киевские Бульдоги».

## Достижения
- Бронзовый призёр чемпионата Украины 2009 г. в составе АТЕК[укр.][3]